# David Meier (Theologe)

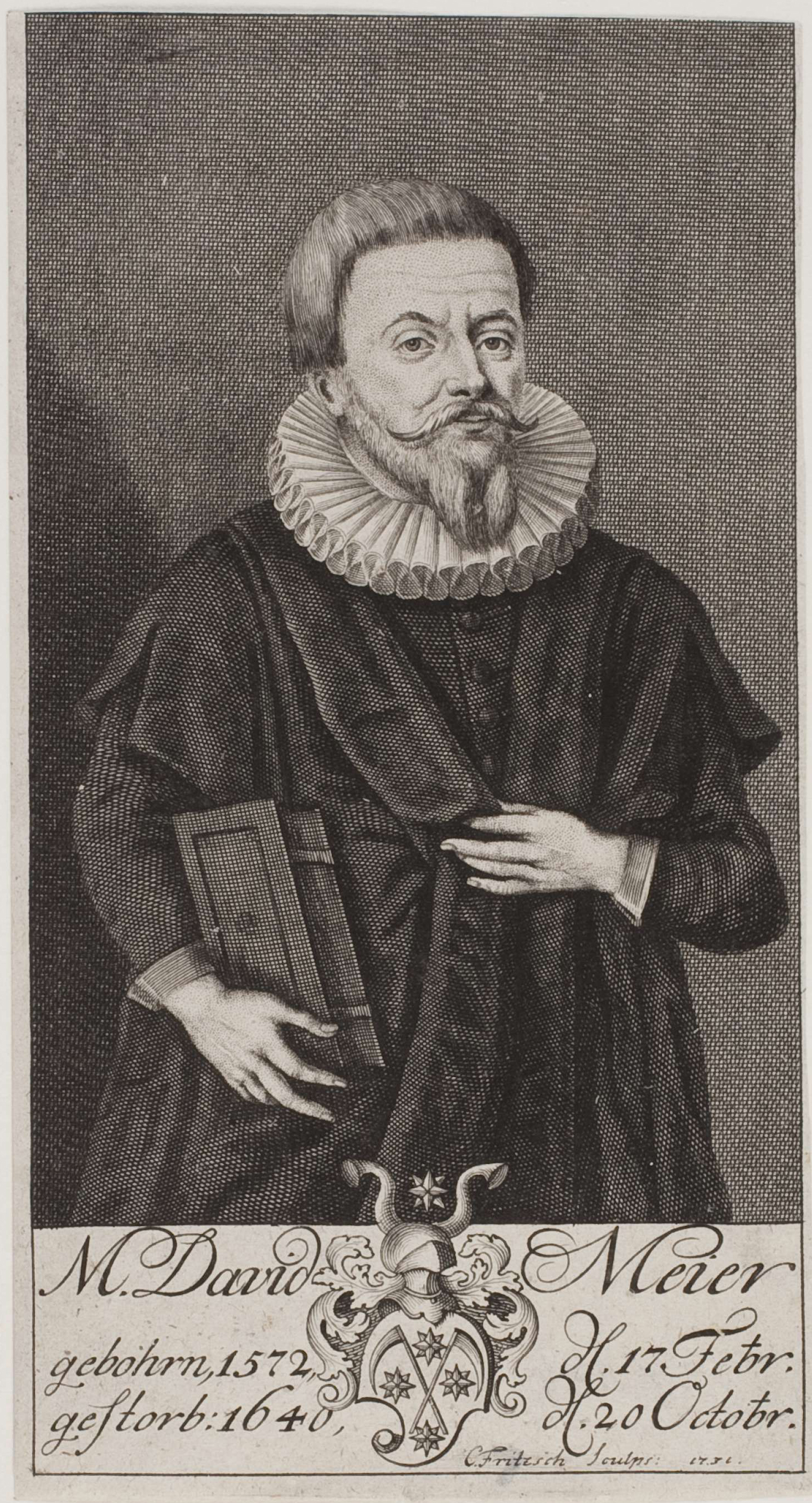
1731 datierter Kupferstich des Theologen David Meier durch Christian Fritzsch;
Verlag Nicolaus Förster und Sohn

David Meier (auch: David Meyer, * 17. Februar 1572 in Hannover; † 30. Oktober 1640 ebenda) war ein deutscher Magister, Senior des geistlichen Stadtministeriums, Dichter, Chronist der Stadt Hannover, Gründer der Kreuzkirchen-Bibliothek und Stifter der bis heute erhaltenen Glocke „Großer David“.

## Leben
David Meier studierte Theologie an den Universitäten in Leipzig, Wittenberg und Helmstedt.
Noch im 16. Jahrhundert wurde David Meier schriftstellerisch aktiv. Der „Kaiserlich gekrönte Poet“ hatte zahlreiche bekannte Mitverfasser in seinen Schriften. Er schrieb Gedichte in lateinischer Sprache und verfasste später oft gedruckte, weil anschließend berühmt gewordene Leichenpredigten.
Nach seinem Studium wirkte er zunächst als Kantor in Braunschweig, bevor er 1599 in Hannover als Pastor an der dortigen Kreuzkirche tätig wurde. Noch im selben Jahr rief er die Bürger zu Spenden von Büchern oder Geld auf, um eine Bibliotheca S. Crucis „zur öffentlichen Nutzung“ zu gründen. In zehn Jahren sammelte Meier so mehr als 300 Bände, legte ein Verzeichnis der Stifter an sowie eine Inventar-Liste mit den jeweiligen Buch- und Einband-Preisen. Die „Kreuzkirchenbibliothek“ wurde 1851 Teil der Stadtbibliothek Hannover.
1609 wechselte Meyer zur Marktkirche. Während des Dreißigjährigen Krieges ließ er eine Gedenktafel anfertigen (heute im Bödekersaal der Marktkirche) für 21 bei Hainholz gefallene Bürger.
Oft gedruckt wurde auch Meiers bis 1633 geführte Chronik Deliciae historiae Hanoverenses. Seine im selben Jahr 1633 erschienene hannoversche Reformationsgeschichte Jubilaeus ecclesiae Hanoverensis wurde, ebenso wie seine Chronik, später Bestandteil des Stadtarchivs Hannover.

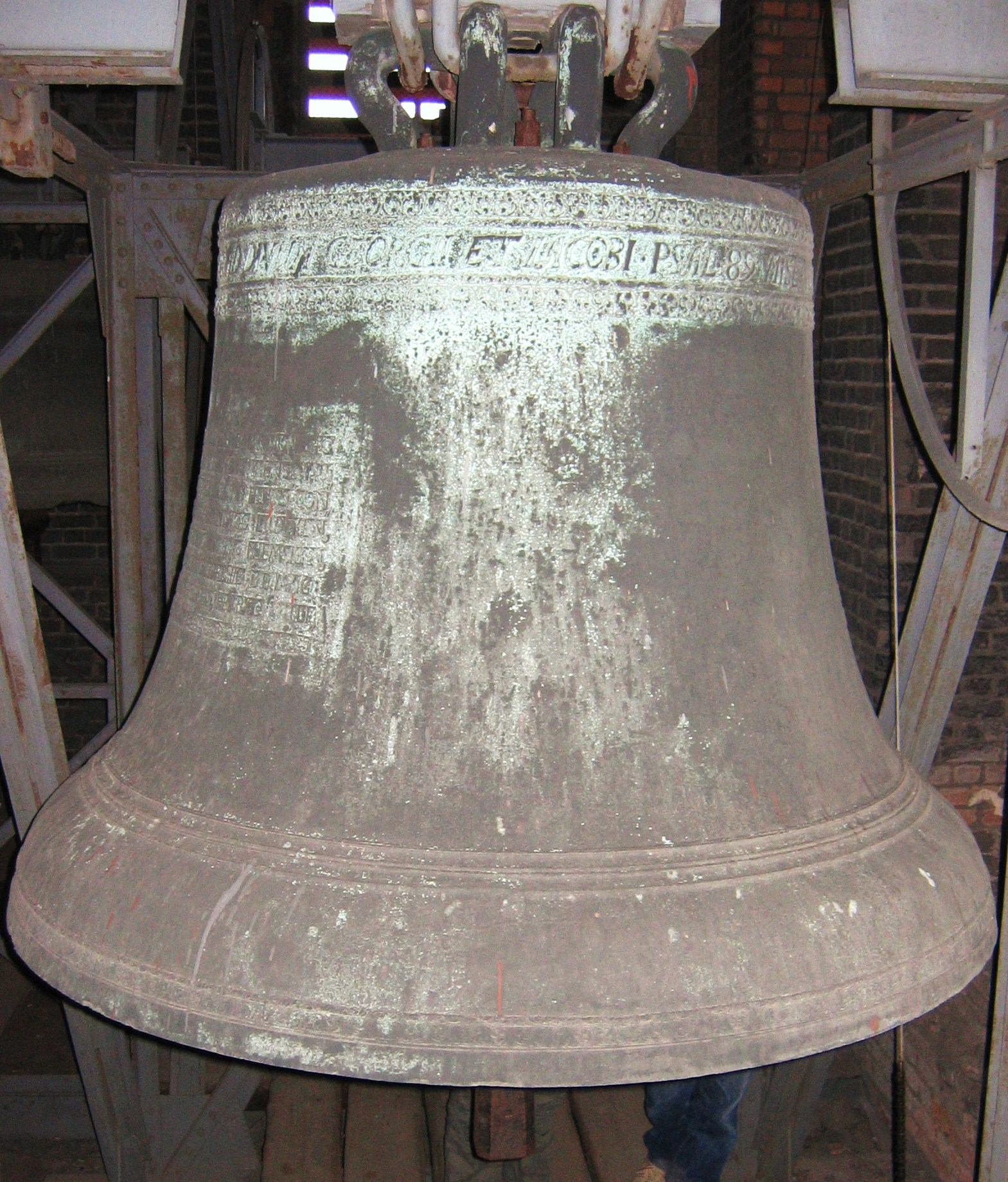
Der Große David im Turm der Marktkirche

David Meyer stiftete 600 Thaler für die Anschaffung einer 1,83 Meter durchmessenden Glocke für die Kreuzkirche; nachdem diese Jahrhunderte später während der Luftangriffe auf Hannover im Zweiten Weltkrieg am 9. Oktober 1943 herabgestürzt war, wurde der „Große David“ dem (heutigen) Geläut der Marktkirche hinzugefügt.
Gestorben am 30. Oktober 1640, wurde David Meier „den 9. Novembris […] zu Sankt Georgen bey das Altar begraben …“.
Auch posthum erschienen Schriften von Meier, mitunter in Kombination mit anderen Autoren wie etwa 1731 mit Johann Anton Strubberg.

## Schriften (unvollständig)
- M. David Meiers, Vormahls berühmten Theologi, und Predigers an der St. Georgen- und Jacobi-Kirchen in Hanover, Kurtzgefaste Nachricht von der Christlichen Reformation In Kirchen und Schulen Der Alten-Stadt Hanover. Wie solche Den 14. Tag Sept. 1533. daselbst ... zu Stande kommen, und wie das Evangelium hernach ... geprediget worden ... Und mit weitläufftigen Anmerckungen ... Und mit einer Vorrede Vorstellend einen kleinen Abriß der hiesigen Schul-Historie / Begleitet von M. Johann Anton Strubberg. Jetzo nebst einem Bericht von denen in der Alten-Stadt Hanover an der St. Georgen-, St. Aegidien- und der Creutz-Kirche bißher gestandenen Evangelischen Predigern, wieder ans Licht gestellet Hannover: Nicolaus Förster und Sohn 1731, Digitalisat über die Sächsische Landesbibliothek – Staats- und Universitätsbibliothek Dresden (SLUB Dresden)